# Эко (валюта)

Страны, входящие в ЗАВЗ (WAMZ)

Эко — название единой валюты, которую намерены ввести несколько государств Экономического сообщества стран Западной Африки (ЭКОВАС), в 2000 году объединившиеся в Западно-Африканскую валютную зону (ЗАВЗ; англ. West African Monetary Zone (WAMZ); фр. Zone monétaire Ouest-Africaine (ZMAO)). Первоначально введение коллективной валюты было запланировано на 1 декабря 2009 года, однако эта дата была перенесена сперва на 2020 год, и далее —  на 2027 год.

## История
В июне 2019 года основные финансисты из 15 стран Экономического сообщества западноафриканских государств (ЭКОВАС) подчеркнули важность укрепления макроэкономической конвергенции в 15 странах.
29 июня 2019 года лидеры ЭКОВАС официально приняли название «эко» для своего проекта единой валюты, которую они хотят создать с 2020 года.
Лидеры ЭКОВАС встретились 21 декабря 2019 в Абудже (Нигерия), через шесть месяцев после принятия названия «Эко» для будущего единого валютного проекта. Эта встреча происходит после заседания комитета министров финансов и управляющих центральных банков сообщества сообщества, организованного несколько дней назад в нигерийской столице.
«Отчет с рекомендациями готов для представления главам государств», — заявил министр финансов, бюджета и планирования Нигерии Зайнаб Ахмед, председатель комитета министров.

По сообщению нигерийского агентства печати NAN, председатель комитета министров заявил, что только Того из стран ЭКОВАС будет отвечать основным требованиям или критериям для принятия единой валюты. Эти критерии включают конвергенцию, режим гибкого обменного курса, борьбу с отсутствием безопасности и межгосударственное сотрудничество.
Франк КФА исчезнет из Западной Африки — президент Кот-д’Ивуара Алассан Уаттара объявил об этом 21 декабря 2019 года: «По соглашению с другими главами государств UEMOA мы решили реформировать франк КФА». Восемь стран, которые используют франк КФА, примут новую валюту, которая будет называться эко. Таким образом, эко из восьми стран станет твёрдым ядром будущей валюты ЭКОВАС.
Технические связи с Францией в значительной степени прерваны, то есть Париж больше не будет совместно управлять валютой этих восьми стран. Франция больше не будет централизовывать валютные резервы, и обязательство выплатить 50 % этих резервов на известный операционный счёт французского казначейства исчезает. Кроме того, Франция выходит из органов управления CFA. До настоящего времени у Парижа был представитель в BCEAO, Центральном банке западноафриканских государств, ещё один в банковской комиссии и один в совете по монетарной политике. Однако именно Банк Франции будет оставаться гарантом конвертируемости между эко и евро, с которым он будет сохранять фиксированный паритет.
22 декабря 2019 года управляющий директор Международного валютного фонда (МВФ) приветствовал крупную реформу франка КФА, определённую восемью западноафриканскими странами и Францией. Для Кристалины Георгиевой эти изменения «представляют собой существенный шаг в модернизации давних соглашений между Западноафриканским экономическим и валютным союзом и Францией».
Бенин, Буркина-Фасо, Гвинея-Бисау, Мали, Нигер, Сенегал, Того и Кот-д’Ивуар с 2020 года отказались от использования франка КФА в пользу эко. Завершив тем самым, 75-летнее использование франка КФА. Теперь страны валютного союза перестанут хранить 50 % валютных резервов во Франции. Новая валюта станет привязанной к евро и находиться под гарантиями Франции.
14 января 2020 года центральные банки субрегиона ЭКОВАС начали внеочередную генеральную ассамблею для обсуждения вопросов, связанных с введением единой валюты, ОЭС, запланированной на 2020 год.
Ожидается, что комитет управляющих центральных банков также обсудит последствия недавнего объявления франкоязычных стран ЭКОВАС о предложении ввести единую валюту, ОЭС, для замены франка КФА.
Переговоры также определят дальнейшие шаги для стран-членов Западноафриканской валютной зоны (WAMZ) в соответствии с дорожной картой для введения единой валюты — кабовердийского эскудо (CVE).
Однако ожидается, что техническая группа ЭКОВАС представит предложения, сделанные Западноафриканским валютным институтом в отношении кабовердийского эскудо.
Губернаторы[чего?] также должны направить свои рекомендации главам государств региона, чтобы выяснить, готов ли регион к введению единой валюты.
16 января 2020 года Нигерия и некоторые западноафриканские страны, в частности англоговорящие страны, осудили в Абудже решение заменить франк КФА на Эко, заявив, что оно «не соответствует» программе Недавно был принят весь регион для создания единой валюты.
Во всех случаях шесть стран Западноафриканской валютной зоны (WAMZ) «с озабоченностью отметили декларацию, направленную на одностороннее переименование франка КФА в Эко к 2020 году», согласно пресс-релизу, выпущенному после эта необычная встреча министров финансов и управляющих центральных банков. WAMZ состоит из Нигерии, Ганы, Либерии, Сьерра-Леоне, Гамбии и Гвинеи (Конакри), которые не являются частью зоны CFA. Эти страны считают, что «это действие не соответствует решениям» Экономического сообщества западноафриканских государств (ЭКОВАС) с целью «принятия Эко в качестве названия единой валюты» весь регион.
Они «подтверждают важность того, чтобы все члены ЭКОВАС придерживались решений властей глав государств и правительств ЭКОВАС, касающихся осуществления пересмотренной дорожной карты для единой валютной программы», Саммит, в котором примут участие главы государств WAMZ, планируется «в ближайшее время»[когда?], чтобы принять решение о предстоящем поведении, уточняется в итоговом коммюнике.
31 января 2020 года президент Кот-д’Ивуара Алассан Уаттара разъяснил предполагаемый отказ от Эко 7 стран Западноафриканской валютной зоны (WAMZ). «Это чистое опьянение[какое?] и Есть только пять стран, которые оказались в Абудже из пятнадцати стран Экономического сообщества западноафриканских государств [ЭКОВАС]», - возмутился он, подрезая траву[что?] под ногами. КФА антифранки[кто?], многие из них кричат «белая кепка и белая кепка»[какая?].
«Большинство стран не присутствовали на этой встрече. Это была не встреча глав государств, а министров и губернаторов », — сказал Уаттара. «То, что мы решили на уровне глав государств, наша воля состоит в том, чтобы принести эко в 2020 году», исходя из того, настаивает он, на «условиях»
Первое условие — соответствие 5 критериям эффективности: дефицит менее 3%, задолженность менее 70%, низкая инфляция и т. д. (...). В настоящее время этим критериям отвечают только четыре или пять стран, включая Кот-д'Ивуар, — продолжил он, подчеркнув, что процесс должен быть «постепенным». «Пять, восемь, десять стран [отвечающих критериям] могут объединиться», — сказал он, добавив, что другие могут присоединиться к ним, как в еврозоне, начавшейся в одиннадцать, и которая включает в себя десять. девять стран сегодня.
«Мы хотим сделать это поэтапно. Мы не хотим спешки, но мы также не хотим, чтобы страны, которые не отвечают критериям конвергенции, могли встряхнуть процесс», — заключил он.
В феврале 2020 года министр иностранных дел Нигерии сообщил, что на встрече, на которой присутствовал президент Мухаммаду Бухари под председательством президента ЭКОВАС, президента Нигера Махамаду Иссуфу, также обсуждалась новая единая валюта Западной Африки — кабовердийское эскудо.
По этому конкретному вопросу министр Оньяама объявил, что «с позиции Нигерии ничего не изменилось». Он пояснил, что, согласно Нигерии, критерии конвергенции не соблюдаются большинством стран, и поэтому необходимо продлить срок запуска единой валюты ЭКОВАС.
В феврале 2020 года состоялся чрезвычайный саммит Экономического сообщества западноафриканских государств (ЭКОВАС). Многие вопросы были подняты. В частности, создание единой валюты (эко),
Что касается единой валюты, в заключительном коммюнике, санкционировавшем это совещание, упоминается, что Конференция глав государств и правительств субрегиональной организации удовлетворена важными событиями, инициированными Западноафриканским экономическим и валютным союзом (Уэмоа) в создании единой валюты. Конференция была проинформирована Алассаном Уаттарой, президентом Республики Кот-д'Ивуар, президентом Конференции глав государств Уэмоа о реформе франка КФА. Эта реформа является шагом на пути к созданию Эко, как это предусмотрено в «дорожной карте», принятой Конференцией глав государств ЭКОВАС. Конференция выразила удовлетворение этими важными событиями и опытом, представленным Президентом Конференции глав государств Уэмоа по этому вопросу», — говорится в пресс-релизе.
В марте 2020 года Действующий президент Экономического сообщества западноафриканских государств (CEDEDEAO) Нигериан Махамаду Иссуфу призвал депутатов 5-го законодательного органа субрегионального парламента призвать их разные страны принять макроэкономическая политика, которая позволит достичь критериев конвергенции для принятия экотовалюты для региона.
В надежде, что проект ОЭС будет реализован, он заявил, что «парламенты, которые контролируют действия правительств, должны побуждать государства проводить макроэкономическую политику, позволяющую достичь критериев конвергенции, необходимых для реализации этих амбиций».
Второй шаг на пути к исчезновению франка КФА и его замене единой валютой под названием Эко, парламент Франции должен принять до конца третьего квартала законопроект, инициированный 20 мая 2020 года в Совете министров и предназначенный для ратификации соглашения валютное сотрудничество, заключенное в Абиджане 21 декабря 2019 года с правительствами государств-членов Западноафриканского валютного союза (Умоа).
Поскольку закон о реформе Эко передается только французскому парламенту до конца сентября 2020 года, соглашение о принятии Эко не рискует сделать это до октября 2020 года.
В сентябре 2020 года президент Кот-д'Ивуара Алассан Уаттара объявил о решении 57-й очередной сессии Конференции глав государств и правительств ЭКОВАС приступить к реализации ОЭС в течение трёх-пяти лет.
В июне 2021 глава Комиссии ЭКОВАС Жан-Клод Касси Бру заявил, что по итогам саммита организации была принята новая дорожная карта, согласно которой запуск единой валюты в 15 странах ЭКОВАС состоится в 2027 году.
В июне 2021 года главы государств Экономического сообщества западноафриканских государств (ЭКОВАС) приняли дорожную карту по запуску единой «эко» валюты в 2027 году, объявляется финальный пресс-релиз 59-й очередной сессии Ассамблеи глав. государства и правительства ЭКОВАС.
В июле 2021 года Национальное собрание Кот-д’Ивуара на этой неделе приняло соглашение о сотрудничестве с Францией по внедрению эко, будущей валюты Западной Африки. Но положения этой валюты, которая должна заменить франк КФА, продолжают обсуждаться. В частности, по фиксированному паритету с евро, гарантированному Францией.
В сентябре 2023 года Экономическое сообщество западноафриканских государств (ЭКОВАС) подтвердило свое обязательство запустить общую эко-валюту к 2027 году. Комиссия ЭКОВАС заявляет, что сделает все возможное, чтобы процессы и программы, изложенные в дорожной карте по запуску общей эко-валюты, оставались в рамках графика. Комиссия по ускорению создания Западноафриканского центрального банка и других соответствующих органов, необходимых для успеха валютной интеграции в субрегионе.

## Страны — участницы ЗАВЗ (WAMZ) и их валюты
- Гамбия (даласи)
- Гана (седи)
- Гвинея (гвинейский франк)
- Либерия (либерийский доллар), которая присоединилась к соглашению 16 февраля 2010 года
- Нигерия (найра)
- Сьерра-Леоне (леоне)

По состоянию на апрель 2011 года все перечисленные государства использовали различные разновидности режима плавающего валютного курса.

## Прочие страны — участницы ЭКОВАС, использующиефранк КФА BCEAO

Страны, входящие в ЭКОВАС

- Бенин
- Буркина-Фасо
- Гвинея-Бисау
- Кот-д’Ивуар
- Мали
- Нигер
- Сенегал
- Того

## Прочие страны  — участницы ЭКОВАС, использующие эскудо Кабо-Верде
Кроме того, в ЭКОВАС входит Кабо-Верде, на территории которого обращается эскудо Кабо-Верде.

## Проект привязки курсов
Курс франка КФА (XOF) и эскудо (CVE) привязан к евро (EUR):
- 1 EUR ≈ 656,0 XOF
- 1 EUR ≈ 110,3 CVE